# انجمن پادشاهی ادبیات انگلستان

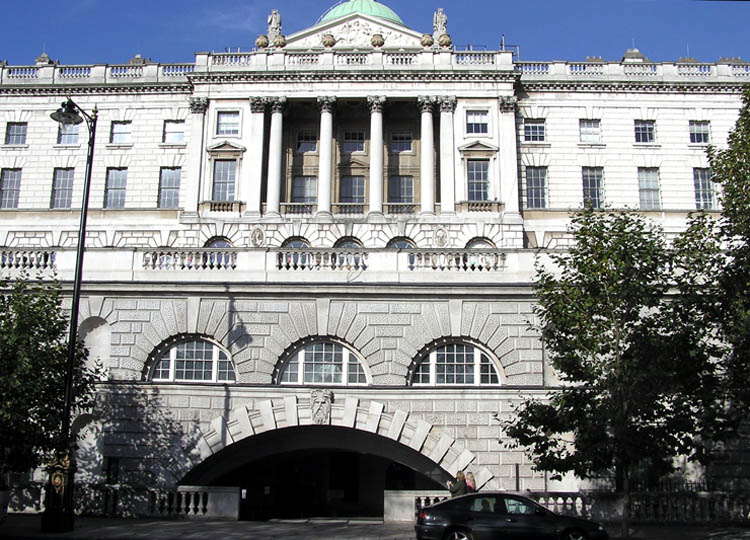
انجمن پادشاهی ادبیات انگلستان، سامرست هاوس، لندن

انجمن پادشاهی ادبیات (به انگلیسی: Royal Society of Literature) یک «سازمان مهتر (عالی‌رتبه) ادبیات در انگلستان» می‌باشد. این سازمان در ۱۸۲۰ میلادی از سوی جورج چهارم بنیان‌گذاری گردید.

## روسا
۱۸۳۲–۱۸۲۰ :اسقف توماس برگر (Bishop Thomas Burgess)

۱۸۳۳–۱۸۳۲ :لرد دور (The Lord Dover)
۱۸۳۴–۱۸۴۵:کنت ریپون (The Earl of Ripon)
۱۸۴۹–۱۸۴۵ :هنری هالم (Henry Hallam)
۱۸۵۱–۱۸۴۹ :مارکیز نواپتون (The Marquess of Northampton)
۱۸۵۶–۱۸۵۱:کنت کارلیزله (The Earl of Carlisle)
۱۸۷۶–۱۸۵۶ :جناب کشیش کنوپ تریاوال (The Rt Revd Connop Thirlwall)
۱۸۸۵–۱۸۷۶ :پرنس لئوپلد (The Prince Leopold)
۱۸۹۳–۱۸۸۵ :سر پاتریک کلگوهان (Sir Patrick Colquhoun)
۱۹۲۰–۱۸۹۳:کنت هازلبری (The Earl of Halsbury)
۱۹۴۶–۱۹۲۱ :مارکیز کرور (The Marquess of Crewe)
۱۹۴۷–۱۹۴۶:کنت لیتون (The Earl of Lytton)
۱۹۸۲–۱۹۴۷ :لرد باتلر (The Lord Butler of Saffron Walden)
۱۹۸۸–۱۹۸۳ :سر آنگوس ویلسون (Sir Angus Wilson)
۲۰۰۳–۱۹۸۸ :لرد جنکینز (The Lord Jenkins of Hillhead)
۲۰۰۸–۲۰۰۳ :سر مایکل هولروید (Sir Michael Holroyd)
۲۰۰۸ تا کنون (۲۰۱۲) :کلین تونبرن (Colin Thubron)